# Carl-Frederik Bévort
Carl-Frederik Bévort (Copenhaga, 24 de novembro de 2003) é um desportista dinamarquês que compete no ciclismo nas modalidades de pista e rota. Ganhou uma medalha de ouro no Campeonato Europeu de Ciclismo em Pista de 2021, na prova de perseguição por equipas.

## Medalheiro internacional
| Campeonato Europeu | Campeonato Europeu | Campeonato Europeu | Campeonato Europeu      |
| Ano                | Lugar              | Medalha            | Competição              |
| ------------------ | ------------------ | ------------------ | ----------------------- |
| 2021               | Grenchen ( Suíça ) | Medalha de ouro    | Perseguição por equipas |